# Gran Premio del Brasile 1996
Il Gran Premio del Brasile 1996 si è svolto il 31 marzo sul Circuito di Interlagos. Ha vinto Damon Hill su Williams, precedendo Jean Alesi su Benetton e Michael Schumacher su Ferrari.

## Vigilia

### Aspetti sportivi
Tarso Marques esordisce in F1 sostituendo Fisichella alla Minardi.

## Qualifiche

### Resoconto
La Williams si dimostra la vettura più competitiva del lotto, con Hill che conquista la pole position con quasi un secondo di vantaggio sul più vicino degli inseguitori, il sorprendente Barrichello, alla guida di una Jordan particolarmente competitiva sul tracciato brasiliano. Terzo è Villeneuve, rallentato da un errore nel suo ultimo tentativo; il canadese precede Schumacher, Alesi, Brundle, Häkkinen, Berger, Frentzen e Irvine. 

### Risultati
| Pos | Nº | Pilota                | Costruttore          | Tempo       | Distacco |
| --- | -- | --------------------- | -------------------- | ----------- | -------- |
| 1   | 5  | Damon Hill            | Williams - Renault   | 1:18.111    |          |
| 2   | 11 | Rubens Barrichello    | Jordan - Peugeot     | 1:19.092    | +0.981   |
| 3   | 6  | Jacques Villeneuve    | Williams - Renault   | 1:19.254    | +1.143   |
| 4   | 1  | Michael Schumacher    | Ferrari              | 1:19.474    | +1.363   |
| 5   | 3  | Jean Alesi            | Benetton - Renault   | 1:19.484    | +1.373   |
| 6   | 12 | Martin Brundle        | Jordan - Peugeot     | 1:19.519    | +1.408   |
| 7   | 7  | Mika Häkkinen         | McLaren - Mercedes   | 1:19.607    | +1.496   |
| 8   | 4  | Gerhard Berger        | Benetton - Renault   | 1:19.762    | +1.651   |
| 9   | 15 | Heinz-Harald Frentzen | Sauber - Ford        | 1:19.799    | +1.688   |
| 10  | 2  | Eddie Irvine          | Ferrari              | 1:19.951    | +1.840   |
| 11  | 19 | Mika Salo             | Tyrrell - Yamaha     | 1:20.000    | +1.889   |
| 12  | 14 | Johnny Herbert        | Sauber - Ford        | 1:20.144    | +2.033   |
| 13  | 17 | Jos Verstappen        | Footwork - Hart      | 1:20.157    | +2.046   |
| 14  | 8  | David Coulthard       | McLaren - Mercedes   | 1:20.167    | +2.056   |
| 15  | 9  | Olivier Panis         | Ligier - Mugen-Honda | 1:20.426    | +2.315   |
| 16  | 18 | Ukyo Katayama         | Tyrrell - Yamaha     | 1:20.427    | +2.316   |
| 17  | 16 | Ricardo Rosset        | Footwork - Hart      | 1:20.440    | +2.329   |
| 18  | 20 | Pedro Lamy            | Minardi - Ford       | 1:21.491    | +3.380   |
| 19  | 22 | Luca Badoer           | Forti - Ford         | 1:23.174    | +5.063   |
| 20  | 23 | Andrea Montermini     | Forti - Ford         | 1:23.454    | +5.343   |
| 21  | 21 | Tarso Marques         | Minardi - Ford       | senza tempo | /        |
| 22  | 10 | Pedro Diniz           | Ligier - Mugen-Honda | Senza tempo | /        |

## Gara

### Resoconto
Circa mezz'ora prima del via sul circuito si abbatte un violento acquazzone: nonostante le condizioni della pista siano critiche, la gara non viene rinviata e la partenza si svolge regolarmente. Al via Hill mantiene la prima posizione, mentre alle sue spalle Barrichello viene sopravanzato sia da Villeneuve che da Alesi; il pilota inglese conquista immediatamente un grande vantaggio sugli inseguitori, sfruttando il fatto di essere l'unico con la visuale libera. Nel frattempo Alesi mette sotto pressione Villeneuve, la cui esperienza sul bagnato è molto limitata; il pilota della Benetton deve però guardarsi dagli attacchi di Barrichello, che prova a superarlo già nel corso del settimo passaggio: il brasiliano affianca il rivale alla prima curva, ma arriva lungo e deve lasciarlo passare. La manovra si ripete, identica, al decimo e all'undicesimo giro: Barrichello sopravanza il rivale alla prima staccata, ma deve cedere nuovamente la posizione alla curva successiva.
Al 27º giro Villeneuve rimane bloccato per alcune curve dietro alla Forti di Montermini e Alesi ne approfitta per attaccarlo nel rettilineo opposto ai box: il pilota della Williams prova a resistere, ma finisce fuori pista e si ritira. Cinque tornate più tardi anche Alesi compie un fuoripista, rimanendo in gara ma dovendo cedere la posizione a Barrichello; il brasiliano torna però troppo presto ai box, dovendo montare le gomme da bagnato per poi tornare nella pit lane e mettere quelle da asciutto. Rientrato in pista al quarto posto, alle spalle di Schumacher, Barrichello prova ad attaccarlo, ma i suoi tentativi sono senza successo e al 60º giro il brasiliano esce di pista, ritirandosi. A questo punto le prime tre posizioni sono ampiamente consolidate, con Hill che va a vincere con un comodo vantaggio su Alesi e addirittura un giro in più rispetto a Schumacher; quarto è Häkkinen, che precede il connazionale Salo dopo un lungo duello. L'ultimo punto è conquistato da Panis.

### Risultati
| Pos | Nº | Pilota                | Costruttore/Motore   | Giri | Tempo/Ritiro       | Griglia | Punti |
| --- | -- | --------------------- | -------------------- | ---- | ------------------ | ------- | ----- |
| 1   | 5  | Damon Hill            | Williams - Renault   | 71   | 1:49:52.976        | 1       | 10    |
| 2   | 3  | Jean Alesi            | Benetton - Renault   | 71   | +17.982            | 5       | 6     |
| 3   | 1  | Michael Schumacher    | Ferrari              | 70   | +1 giro            | 4       | 4     |
| 4   | 7  | Mika Häkkinen         | McLaren - Mercedes   | 70   | +1 giro            | 7       | 3     |
| 5   | 19 | Mika Salo             | Tyrrell - Yamaha     | 70   | +1 giro            | 11      | 2     |
| 6   | 9  | Olivier Panis         | Ligier - Mugen-Honda | 70   | +1 giro            | 15      | 1     |
| 7   | 2  | Eddie Irvine          | Ferrari              | 70   | +1 giro            | 10      |       |
| 8   | 10 | Pedro Diniz           | Ligier - Mugen-Honda | 69   | + 2 giri           | 22      |       |
| 9   | 18 | Ukyo Katayama         | Tyrrell - Yamaha     | 69   | +2 giri            | 16      |       |
| 10  | 20 | Pedro Lamy            | Minardi - Ford       | 68   | +3 giri            | 18      |       |
| 11  | 22 | Luca Badoer           | Forti - Ford         | 67   | +4 giri            | 19      |       |
| 12  | 12 | Martin Brundle        | Jordan - Peugeot     | 64   | Testacoda          | 6       |       |
| Rit | 11 | Rubens Barrichello    | Jordan - Peugeot     | 59   | Testacoda          | 2       |       |
| Rit | 15 | Heinz-Harald Frentzen | Sauber - Ford        | 36   | Motore             | 9       |       |
| Rit | 8  | David Coulthard       | McLaren - Mercedes   | 29   | Testacoda          | 14      |       |
| Rit | 14 | Johnny Herbert        | Sauber - Ford        | 28   | Motore             | 12      |       |
| Rit | 6  | Jacques Villeneuve    | Williams - Renault   | 26   | Testacoda          | 3       |       |
| Rit | 4  | Gerhard Berger        | Benetton - Renault   | 26   | Problema idraulico | 8       |       |
| Rit | 23 | Andrea Montermini     | Forti - Ford         | 26   | Testacoda          | 20      |       |
| Rit | 16 | Ricardo Rosset        | Arrows - Hart        | 24   | Testacoda          | 17      |       |
| Rit | 17 | Jos Verstappen        | Arrows - Hart        | 19   | Motore             | 13      |       |
| Rit | 21 | Tarso Marques         | Minardi - Ford       | 0    | Testacoda          | 21      |       |

## Classifiche

### Piloti
| Pos. | Pilota             | Punti |
| ---- | ------------------ | ----- |
| 1    | Damon Hill         | 20    |
| 2    | Jacques Villeneuve | 6     |
| 3    | Jean Alesi         | 6     |
| 4    | Mika Häkkinen      | 5     |
| 5    | Eddie Irvine       | 4     |
| 6    | Michael Schumacher | 4     |
| 7    | Gerhard Berger     | 3     |
| 8    | Mika Salo          | 3     |
| 9    | Olivier Panis      | 1     |

### Costruttori
| Pos. | Team                 | Punti |
| ---- | -------------------- | ----- |
| 1    | Williams - Renault   | 26    |
| 2    | Benetton - Renault   | 9     |
| 3    | Ferrari              | 8     |
| 4    | McLaren - Mercedes   | 5     |
| 5    | Tyrrell - Yamaha     | 3     |
| 6    | Ligier - Mugen-Honda | 1     |